# Achyranthes marchionica
Achyranthes marchionica là loài thực vật có hoa thuộc họ Dền. Loài này được F.Br. mô tả khoa học đầu tiên năm 1935.